# Anne-Marie Essy Raggi
Anne-Marie Essy Raggi née Thomas est femme politique et symbole ivoirien de la lutte anticoloniale. Elle fut la leader de la marche des femmes sur Grand-Bassam, membre d’honneur du bureau national de l’association des femmes ivoiriennes et présidente de l’AFI de Grand-Bassam,.

## Biographie

### Enfance et formations
Anne-Marie Essy Raggi est née à Lauzoua dans le département de Divo  le 08 octobre 1918. Elle fréquente l’école des sœurs de Notre Dame des Apôtres à Moossou. Elle est morte le 19 octobre 2004 à la clinique Avicenne d’Abidjan-Marcory. Elle est également française de par son mariage avec Louis Raggi,.

## Militantisme
Dans le but d'exiger la libération des personnalités politiques ivoiriens emprisonnés par les autorités coloniales françaises, Anne-Marie Essy Raggi mène avec d'autres compatriotes dont Marie Koré, la marche des femmes sur Grand-Bassam qui est un mouvement de contestation à l'initiative des femmes de Côte d'Ivoire, qui se rendent d'Abidjan à Grand-Bassam du 22 au 24 décembre 1949.
Anne-Marie Essy Raggi est aussi connue pour son militantisme en politique et associative. Elle est secrétaire générale du comité féminin de la sous-Section du PDCI-RDA de Grand-Bassam de 1946 à 1974, membre d’honneur du bureau national de l’Association des Femmes Ivoiriennes (AFI)  présidente de l’Association des Femmes Ivoiriennes de Grand-Bassam, membre du Conseil économique et social de 1976 à 2000 et adjoint au maire de Grand-Bassam Jean-Baptiste Mockey de 1980 à 1985,.

## Distinctions
Anne-Marie Essy Raggi obtient plusieurs décorations pour ses actions tout au long de sa vie en France et en Côte d'Ivoire. Elle est faite Grand Croix National, officier de l'Ordre national et décoré de l'ordre du Bélier,.